# A1-D1
Albums de Gescom
ISS:SA
(2003) —
A1:D1 est un EP du groupe anglais de musique électronique Gescom, paru en 2007.

## Titres

### CD
| 1.    | A1 | 6:42 |
| 2.    | A2 | 5:29 |
| 3.    | B1 | 7:52 |
| 4.    | C1 | 5:31 |
| 5.    | C2 | 4:41 |
| 6.    | D1 | 9:12 |
| 39:27 |    |      |

### Vinyle 12″
Le format vinyle est édité sous la forme de deux 12″, intitulés A1-B1 et C1-D1.
| A1-B1 - Face A | A1-B1 - Face A | A1-B1 - Face A | A1-B1 - Face A | A1-B1 - Face A | A1-B1 - Face A | A1-B1 - Face A | A1-B1 - Face A | A1-B1 - Face A | A1-B1 - Face A |
| No             | Titre          | Durée          |                |                |                |                |                |                |                |
| -------------- | -------------- | -------------- | -------------- | -------------- | -------------- | -------------- | -------------- | -------------- | -------------- |
| 1.             | A1             | 6:42           |                |                |                |                |                |                |                |
| 2.             | A2             | 5:29           |                |                |                |                |                |                |                |
| 12:11          |                |                |                |                |                |                |                |                |                |

| A1-B1 - Face B | A1-B1 - Face B | A1-B1 - Face B | A1-B1 - Face B | A1-B1 - Face B | A1-B1 - Face B | A1-B1 - Face B | A1-B1 - Face B | A1-B1 - Face B | A1-B1 - Face B |
| No             | Titre          | Durée          |                |                |                |                |                |                |                |
| -------------- | -------------- | -------------- | -------------- | -------------- | -------------- | -------------- | -------------- | -------------- | -------------- |
| 1.             | B1             | 7:52           |                |                |                |                |                |                |                |
| 7:52           |                |                |                |                |                |                |                |                |                |

| C1-D1 - Face A | C1-D1 - Face A | C1-D1 - Face A | C1-D1 - Face A | C1-D1 - Face A | C1-D1 - Face A | C1-D1 - Face A | C1-D1 - Face A | C1-D1 - Face A | C1-D1 - Face A |
| No             | Titre          | Durée          |                |                |                |                |                |                |                |
| -------------- | -------------- | -------------- | -------------- | -------------- | -------------- | -------------- | -------------- | -------------- | -------------- |
| 1.             | C1             | 5:31           |                |                |                |                |                |                |                |
| 2.             | C2             | 4:41           |                |                |                |                |                |                |                |
| 10:12          |                |                |                |                |                |                |                |                |                |

| C1-D1 - Face B | C1-D1 - Face B | C1-D1 - Face B | C1-D1 - Face B | C1-D1 - Face B | C1-D1 - Face B | C1-D1 - Face B | C1-D1 - Face B | C1-D1 - Face B | C1-D1 - Face B |
| No             | Titre          | Durée          |                |                |                |                |                |                |                |
| -------------- | -------------- | -------------- | -------------- | -------------- | -------------- | -------------- | -------------- | -------------- | -------------- |
| 1.             | D1             | 9:12           |                |                |                |                |                |                |                |
| 9:12           |                |                |                |                |                |                |                |                |                |